# Привольне (Тахтабродський сільський округ)
Приво́льне (каз. Привольное) — село у складі району імені Габіта Мусрепова Північноказахстанської області Казахстану. Входить до складу Тахтабродського сільського округу, раніше входило до складу ліквідованої Ковильної сільської ради.
Населення — 7 осіб (2021; 28 у 2009, 206 у 1999, 272 у 1989).
Національний склад станом на 1989 рік:
- росіяни — 69 %
- німці — 40 %.